# Combles
Combles település Franciaországban, Somme megyében. Lakosainak száma 751 fő (2022. január 1.). Combles Morval, Ginchy, Maurepas, Rancourt és Sailly-Saillisel községekkel határos.

## Népesség
A település népességének változása:
| Lakosok száma | 802  | 799  | 797  | 765  | 756  | 738  | 739  | 745  | 751  |
|               | 2013 | 2015 | 2016 | 2017 | 2018 | 2019 | 2020 | 2021 | 2022 |